# Ptačí hodinka
Ptačí hodinka je název každoročního sčítání ptactva, které organizuje Česká společnost ornitologická ve spolupráci s rakouskou ornitologickou společností BirdLife Österreich, bavorskou ornitologickou společností LBV, švýcarskou ornitologickou společností BirdLife Schweiz, Slovenskou ornitologickou společností a srbskou ornitologickou společností Društvo za zaštitu i proučavanje ptica Srbije. Metodika je společná pro Česko, Bavorsko, Rakousko, Švýcarsko, Slovensko i Srbsko, a proto lze výsledky porovnávat i přeshraničně.

## Postup sčítání
Sčítání je prováděno za pomoci tzv. občanské vědy, tedy dobrovolníků z široké veřejnosti, přičemž zapojit se může kdokoliv. Sčítá se po dobu jakýchkoliv 60 minut na zvoleném místě (např. zahrada, balkon, les), u krmítka i bez něj. Pro každý druh se zaznamená nejvyšší prokazatelný počet jedinců, který se objevil v zorném poli sčitatele. Za každý druh se nahlašuje jen jedno číslo – počty samců, samic či mláďat se nerozlišují. 
| Ročník | Datum         | Počet účastníků | Počet sečtených ptáků |
| ------ | ------------- | --------------- | --------------------- |
| 2019   | 4.–6. ledna   | 14 333          | 278 232               |
| 2020   | 10.–12. ledna | 21 725          | 436 301               |
| 2021   | 8.–10. ledna  | 27 123          | 538 607               |
| 2022   | 7.–9. ledna   | 35 270          | 707 020               |
| 2023   | 6.–8. ledna   | 28 625          | 517 383               |
| 2024   | 5.–7. ledna   | 35 274          | 792 611               |
| 2025   | 10.–12. ledna |                 |                       |

Podobně sčítají ptáky stovky tisíc lidí v USA, Velké Británii, Irsku, Nizozemsku, Rakousku, Německu a v dalších zemích.

## Nejčastější pozorované druhy
- sýkora koňadra
- vrabec polní
- vrabec domácí
- sýkora modřinka
- kos černý
- hrdlička zahradní
- stehlík obecný
- zvonek zelený
- brhlík lesní